# Dorfkirche Kemlitz (Baruth/Mark)

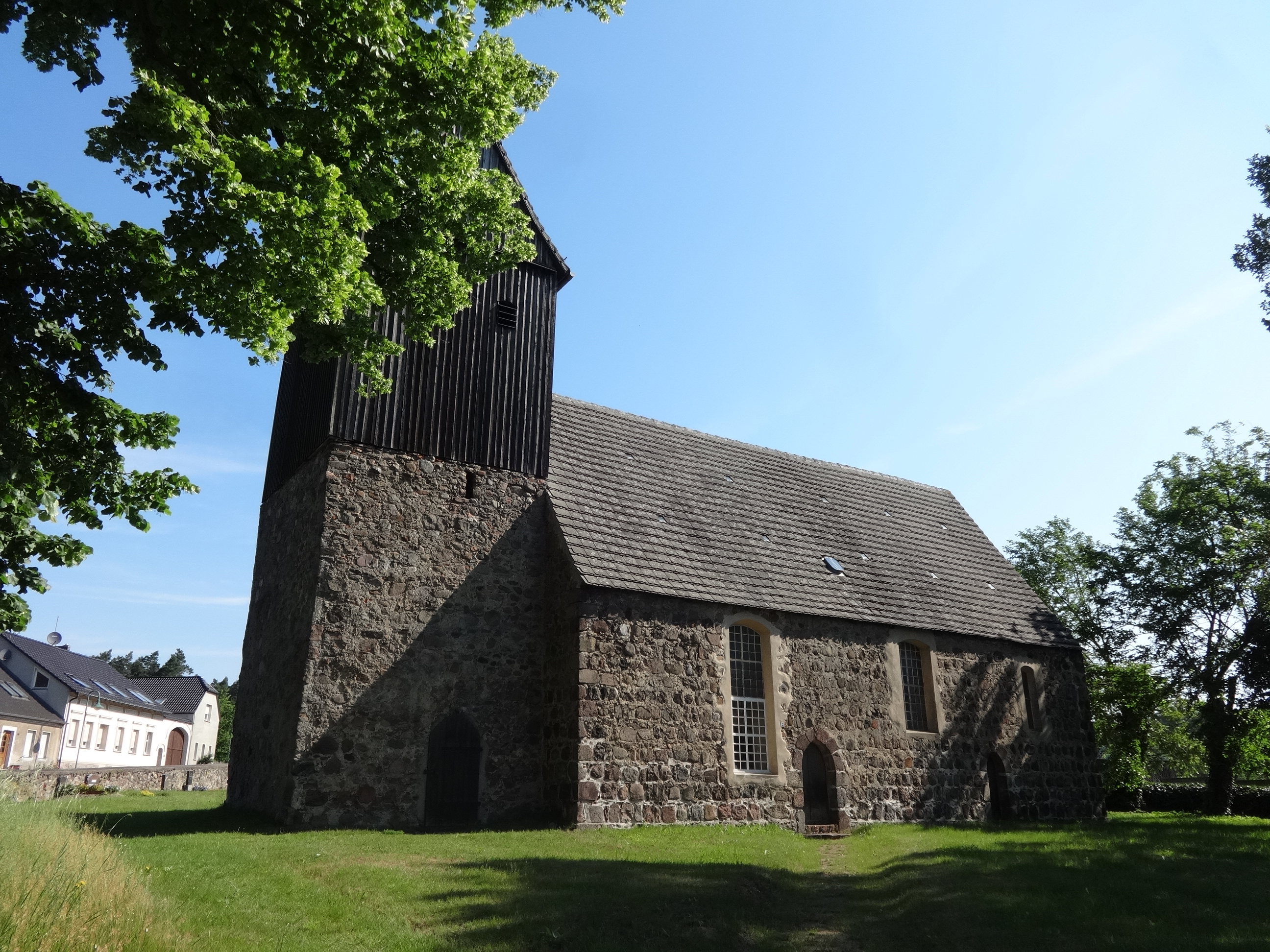
Dorfkirche Kemlitz

Die evangelische Dorfkirche Kemlitz ist eine  Feldsteinkirche in Kemlitz, einem Gemeindeteil von Groß Ziescht, ein Ortsteil der Stadt Baruth/Mark im Landkreis Teltow-Fläming in Brandenburg.

## Geschichte
Über die Geschichte des gotischen Bauwerks ist bislang nicht viel bekannt. Art und Ausführung des Baus lassen darauf schließen, dass die Kirche in der Zeit um 1300 errichtet wurde. Zu einem späteren Zeitpunkt muss der hölzerne Turmaufsatz entstanden sein. Von den ehemals spitzbogenförmigen Öffnungen wurde der überwiegende Teil barock überformt. Sie wird im 21. Jahrhundert neben dem Gottesdienst auch für Kunstausstellungen genutzt.

## Architektur

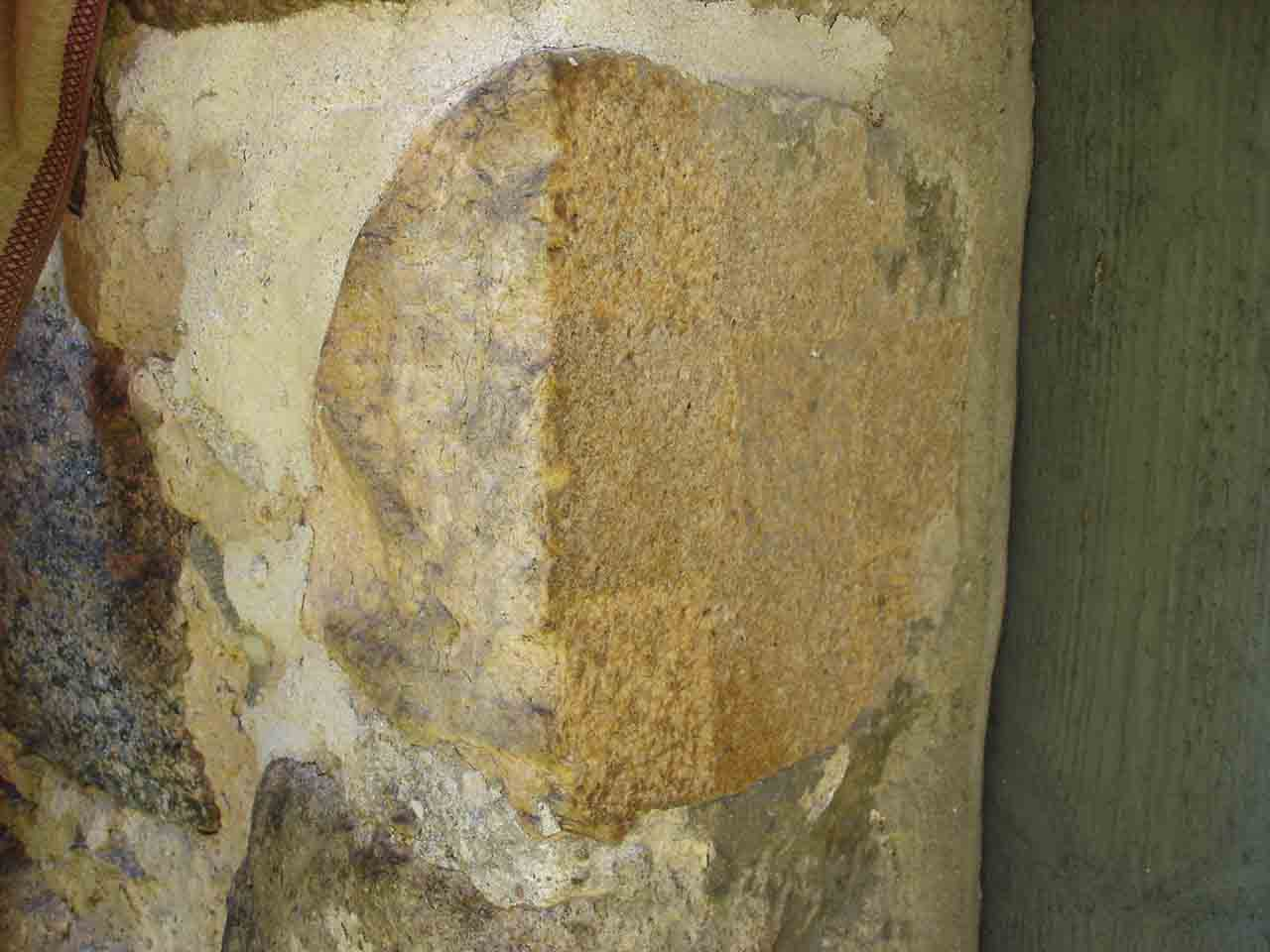
Schachbrettstein an der Priesterpforte

Der Sakralbau wurde als Saalkirche mit einem rechteckigen Grundriss aus Feldsteinen errichtet. Diese sind wenig behauen und im unteren Bereich des Kirchenschiffs noch vergleichsweise gleichmäßig geschichtet. Im oberen Drittel verlaufen die Linien. Teilweise sind nachträgliche Veränderungen erkennbar, so beispielsweise an der südlichen Kirchenwand. Dort befindet sich in westlicher Richtung ein großes, bienenkorbförmiges Fenster, dessen Form durch eine hell verputzte Fasche nochmals betont wird. Rechts neben dieser Öffnung ist eine große, spitzbogenförmige Pforte aus gemauerten und behauenen Lesesteinen erkennbar. Im weiteren Verlauf in Richtung Osten werden die beiden weiteren Fenster deutlich kleiner, wenn auch in einer ähnlichen Formensprache. Zwischen dem zweiten und dritten Fenster ist eine Priesterpforte aus ebenfalls behauenen Lesesteinen erhalten geblieben, die mit einem Schachbrettstein verziert ist. An der nördlichen Wand des Kirchenschiffs fehlen diese Öffnungen. Hier befinden sich zwei deutlich kleinere, ebenfalls zu einem späteren Zeitpunkt veränderte Fenster. Die Chorwand wurde ebenfalls durchgängig aus ungleichmäßig geschichteten Feldsteinen errichtet. Von der einstigen Dreifenstergruppe wurden die beiden äußeren ebenfalls barock umgeformt, während das mittlere in seiner ursprünglichen Spitzbogenform erhalten geblieben ist. Der quadratische Westturm besteht in seiner unteren Hälfte ebenfalls aus Feldsteinen, die weitgehend unbehauen und ungeschichtet verarbeitet wurden. Er geht in einen verbretterten Turm über, in dem kleine, rechteckige hölzerne Klangarkaden eingelassen sind. Turm und Kirchenschiff tragen ein schlichtes Satteldach.

## Ausstattung
Im flach gedeckten Innenraum befindet sich eine schlichte hölzerne Ausstattung, die überwiegend aus dem 18. Jahrhundert stammt, während die Hufeisenempore im 17. Jahrhundert hergestellt wurde. Ein Kirchenführer gibt sogar das 16. Jahrhundert als Zeitraum ihrer Entstehung an. Die Kanzel ist in einem weißen Farbton gehalten und mit biblischen Motiven verziert. Darüber befindet sich ein Schalldeckel. Im gleichen Farbton ist auch das Altarretabel gearbeitet, das in der Predella das Abendmahl Jesu und darüber die Kreuzigung Christi zeigt. Die Bilder werden von rot gestrichenen Säulen umrahmt, die mit Akanthus verziert sind. Das Retabel schließt mit einem gesprengten Giebel ab, der eine Sonne umrahmt. Die steinerne Fünte ist weiß gestrichen und mit goldenen Putten verziert, die im Sockel von floralen Elementen umrahmt werden. Die Orgel ist ein Werk von Alexander Schuke aus dem Jahr 1912 mit sechs Registern auf einem Manual und Pedal.